# 田舎荘子
『田舎荘子』（いなかそうじ）は、江戸時代の佚斎樗山による戯作。談義本の先駆。『荘子』に似た内容を和文で説く。享保12年（1727年）刊。

## 背景
背景として、当時の老荘思想の流行、享保改革期の庶民教化の風潮、熊沢蕃山や荻生徂徠の思潮があった。
「談義本」は、狭義には静観房好阿『当世下手談義』が初発だが、広義には本書が初発とも言える。
本書は刊行後幕末まで盛んに読まれた。本書に続く形で信更生『都荘子』、田中友水子『面影荘子』、山崎北華『労四狂』など、老荘関係の談義本が多く出た。樗山自身も『田舎荘子外篇』『雑篇田舎荘子』を出している。「樗山」という号も『荘子』の「樗木」に由来する。
本書は同著者の『河伯井蛙文談』や『再来田舎一休』とともに「樗山七部の書」に数えられ、その中心を担っている。
本書中の一篇『猫之妙術』は、同著者の『天狗芸術論』とともに、近現代では武道書として受容されている。

## 内容
スズメとチョウが哲学的な対話をするなど、『荘子』と同様の「寓言」の手法をとる。内容も『荘子』に似るが、「造化」を天命的・知足安分的な庶民倫理として頻繁に説くなど、『荘子』と異なる要素も多い。儒教・仏教・神道・武道の要素もある。林希逸『荘子鬳齋口義』、熊沢蕃山『集義和書』などの影響を受けている。

### 篇目
巻上
- 雀蝶変化 - スズメとチョウの対話。「胡蝶の夢」などを論じる。
- 木兎自得 - タカとミミズクの対話。「呼牛呼馬」を踏まえた名実論・職分論。
- 蚿蛇疑問 - ムカデとヘビの対話。
- 鴎蝣論道 - カモメとカゲロウの対話。
- 鵯鷯得失 - ヒヨドリとミソサザイの対話。
- 鷺烏巧拙 - サギとカラスの対話。

巻中
- 菜瓜夢魂 - 人とウリの対話。
- 蟇之神道 - ネズミとヒキガエルの対話。ネズミが神仏にネコ絶滅を願う。
- 古寺幽霊 - 人と幽霊の対話。荘周と髑髏の対話がモチーフ[21]。
- 蝉蛻至楽 - セミと抜け殻の対話。
- 貧神夢会 - 人と七福神の対話。

巻下
- 荘右衛門が伝 - 荘周の末裔と称する日本の隠者「田村荘右衛門」の伝記。
- 猫之妙術 - ネズミ捕りのネコたちと剣術家が武道を論じる。「木鶏」がモチーフ[22][13]。
- 荘子大意 - 樗山による荘子講義。当時一般的な「荘禅一致」を批判し「荘儒一致」を説く[23][24]。

巻之附録
- 聖廟参詣 - 北野天満宮参詣者と末社神が天神信仰などを論じる。
- 鳩之発明 - キジとハトの対話。

## 現代語訳等
- 石井邦夫 訳注『天狗芸術論・猫の妙術 全訳注』講談社〈講談社学術文庫〉、2014年。ISBN 978-4062922180。
- 中野三敏 校注『新日本古典文学大系 81 田舎荘子 当世下手談義 当世穴さがし』岩波書店、1990年。ISBN 4002400816。